# فريدريك مولدر
فريدريك مولدر هو تاجر أعمال فنية كندي، ولد في 1943.